# Калужская область
Калу́жская о́бласть — субъект Российской Федерации, входит в состав Центрального федерального округа.
Расположена в центре Европейской части России.
В XIV веке часть Калужских земель находилась под управлением Великого княжества Московского. С 1796 по 1929 год Калужская губерния являлась самостоятельной административно-территориальной единицей в составе Российской Империи и РСФСР.
Область образована в 1944 году. Граничит с территорией города Москвы, с Московской, Тульской, Брянской, Смоленской, Орловской областями.
Площадь — 29 777 км².
Население — 1 066 601 чел. (2025), плотность населения — 35,82 чел./км² (2025), удельный вес городского населения: 
75,5 % (2022).
Областной центр — город Калуга, расположен в 143 км от МКАД.

## История
Территория Калужской области обитаема с древнейших времён. Самые древние стоянки, обследованные археологами, относятся к эпохе мезолита (10—6 тысяч лет до н. э.). К эпохе бронзы относятся могильники скотоводов фатьяновской культуры.
На Чёртовом городище в III—V веках существовало укреплённое поселение мощинской культуры.
В раннем Средневековье на территории Калужской области жили вятичи.
Первые упоминания о калужских городах появляются в связи с событиями XII века, а именно, с феодальной войной Ольговичей и Мономаховичей (Козельск, в составе Черниговского княжества — 1146 год, Серенск — 1147 год, Воротынск — 1155 год, Мосальск — 1231 год).
Известность получила оборона Козельска от монголо-татар весной 1238 года. Батый сжёг город дотла и назвал Козельск «Злым городом».
В XΙV веке калужский край был местом постоянного противоборства между Литвой и Москвой.
В 1371 году литовский князь Ольгерд в жалобе Константинопольскому патриарху Филофею на митрополита Киевского и всея Руси Алексея, среди отнятых у него Москвой городов впервые называет Калугу. Традиционно считается, что Калуга возникла как пограничная крепость для защиты Московского княжества от нападения со стороны Литвы.
После гибели великого князя Романа Михайловича Мценск и Любутск не сохранились за Брянском и вошли в 1408 году в учреждённое Великим князем Литовским Витовтом Мценско-Любутского наместничество. К середине XV века эти города были подчинены Смоленску с сохранением в них особого наместничества.
В 1480—1481 годах на калужской земле произошло важное для всей российской истории событие — «Стояние на реке Угре», следствием которого явилось освобождение русской земли от татаро-монгольского ига и превращение Москвы в суверенное государство. В XVI—XVII веках Калуга — не только военно-оборонительный пункт, в крае активно развиваются торговля и ремёсла. Источники свидетельствуют о том, что в богатом городе были развиты искусство деревянной резьбы и ювелирное дело.
После воссоединения России и Украины в 1654 году Калуга становится посредницей в торговле между Москвой и Украиной, что в большой степени способствовало дальнейшему экономическому развитию. Указом Екатерины II от 24 августа 1776 года было учреждено Калужское наместничество, которое объединило Калужскую и Тульскую губернии. Центр наместничества принял новый вид, планировка и застройка Калуги и по сегодняшний день являет собой блестящее достижение русского градостроительного искусства конца XVIII — начала XIX веков. В царствование Павла I в 1796 году. Калужское наместничество преобразовано в губернию. Конец XVIII — первое тридцатилетие XIX века — время экономической стабильности края. Калуга продолжает играть посредническую роль, торгуя с Москвой, Петербургом, Украиной, Сибирью, Польшей и немецкими городами.
После Октябрьской революции 1917 года Калужская губерния вошла в состав образованной в 1918 году РСФСР. Постановлением Президиума ВЦИК «Об образовании на территории РСФСР административно-территориальных объединений краевого и областного значения» от 14 января 1929 года с 1 октября 1929 года Калужская губерния была упразднена и образована Западная область с центром в городе Смоленске. Территория Калужской губернии вошла в состав Калужского округа Центрально-Промышленной области (с 3 июня 1929 года — Московской области) и Сухиничского округа Западной области.
В период Великой Отечественной войны в освобождении края от немецко-фашистских захватчиков принимали участие части 10-й, 16-й, 33-й, 43-й, 49-й, 50-й, 61-й армий, 20-я танковая бригада, 1-я воздушная армия, 1-й гвардейский кавалерийский корпус, эскадрилья «Нормандия».
Указом Президиума Верховного Совета СССР от 5 июля 1944 года образована Калужская область, куда вошли 27 районов из Смоленской, Орловской и Тульской областей. Калуга стала областным центром.
После прекращения существования СССР Калужская область стала субъектом Российской Федерации. 27 марта 1996 года принят Устав Калужской области, 6 июня 1996 года Закон Калужской области «О местном самоуправлении в Калужской области».

## Физико-географическая характеристика

### География

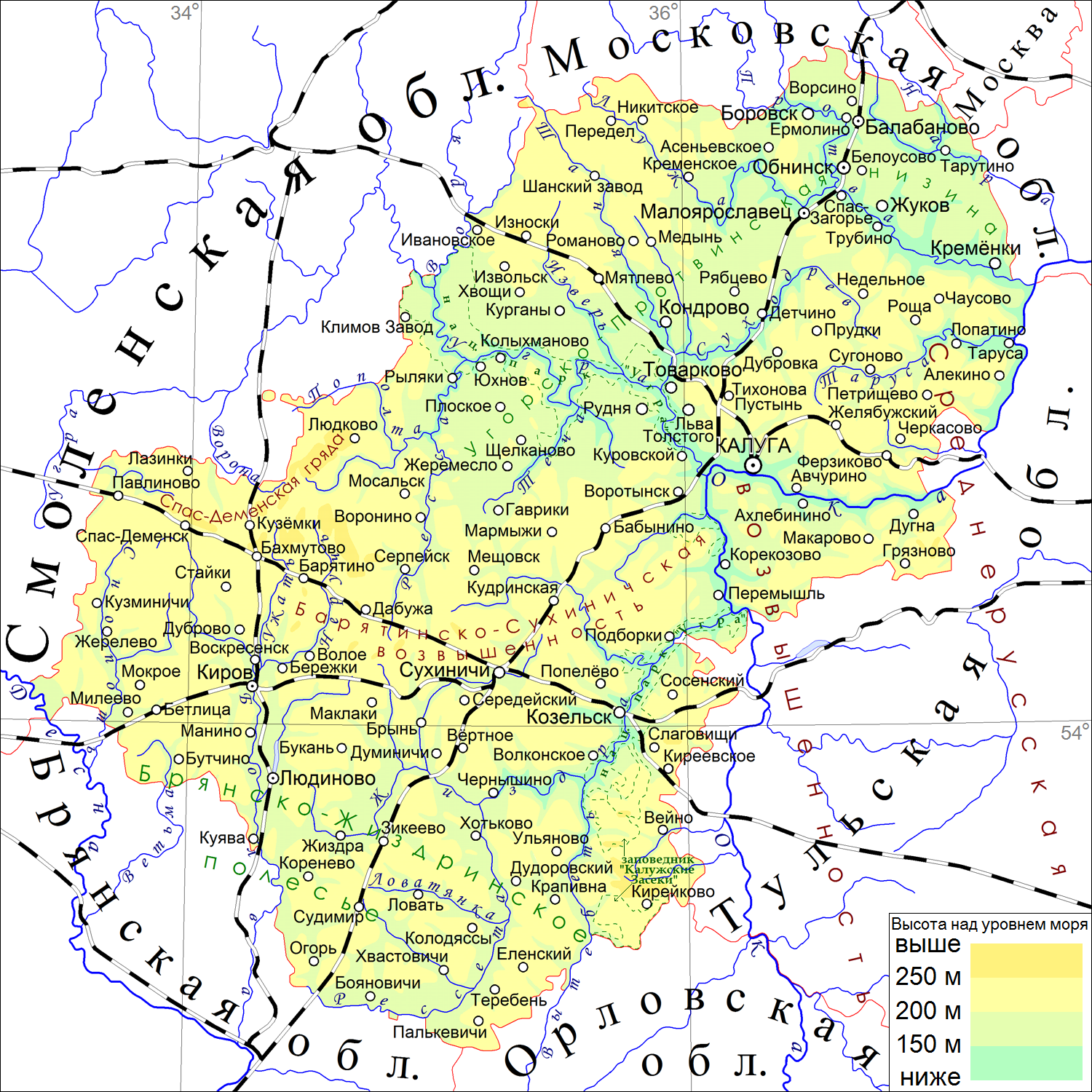
физическая карта Калужской области

Калужская область расположена в центральной части Восточно-Европейской равнины. Территория региона находится между Среднерусской (со средними высотами в пределах региона выше 200 м и максимальной отметкой 275 м на юго-востоке области), Смоленско-Московской возвышенностями и Днепровско-Деснинской провинцией.
Большую часть области занимают равнины, поля и леса с разнообразным растительным и животным миром. Центр области расположен на Барятинско-Сухиничской возвышенности. В западной части области в пределах ледниковой равнины выделяется Спас-Деменская гряда. Южнее неё расположена возвышенная зандровая равнина, входящая в состав Брянско-Жиздринского полесья, средние высоты которого составляют до 200 м. На северо-западе области — моренная равнина с озо-камовыми образованиями.
С севера на юг Калужская область протянулась более чем на 220 км от 53°30' до 55°30' северной широты, с запада на восток — на 220 км. Площадь территории составляет 29,777 тыс. км². Через территорию области проходят важнейшие международные автомобильные и железнодорожные магистрали: Москва — Калуга — Брянск — Киев — Львов — Варшава. Калужская область граничит с Брянской, Смоленской, Московской, Тульской, Орловской областями, городом Москва (с 1 июля 2012 года).
В области 311 муниципальных образований, в том числе 24 района, 2 городских округа, 26 городских и 259 сельских поселений. Самый большой по площади — Ульяновский район, самый маленький — Тарусский.
Города Калужской области: Калуга, Балабаново, Белоусово, Боровск, Ермолино, Жиздра, Жуков, Киров, Козельск, Кондрово, Кремёнки, Людиново, Малоярославец, Медынь, Мещовск, Мосальск, Обнинск, Сосенский, Спас-Деменск, Сухиничи, Таруса, Юхнов.

### Рельеф

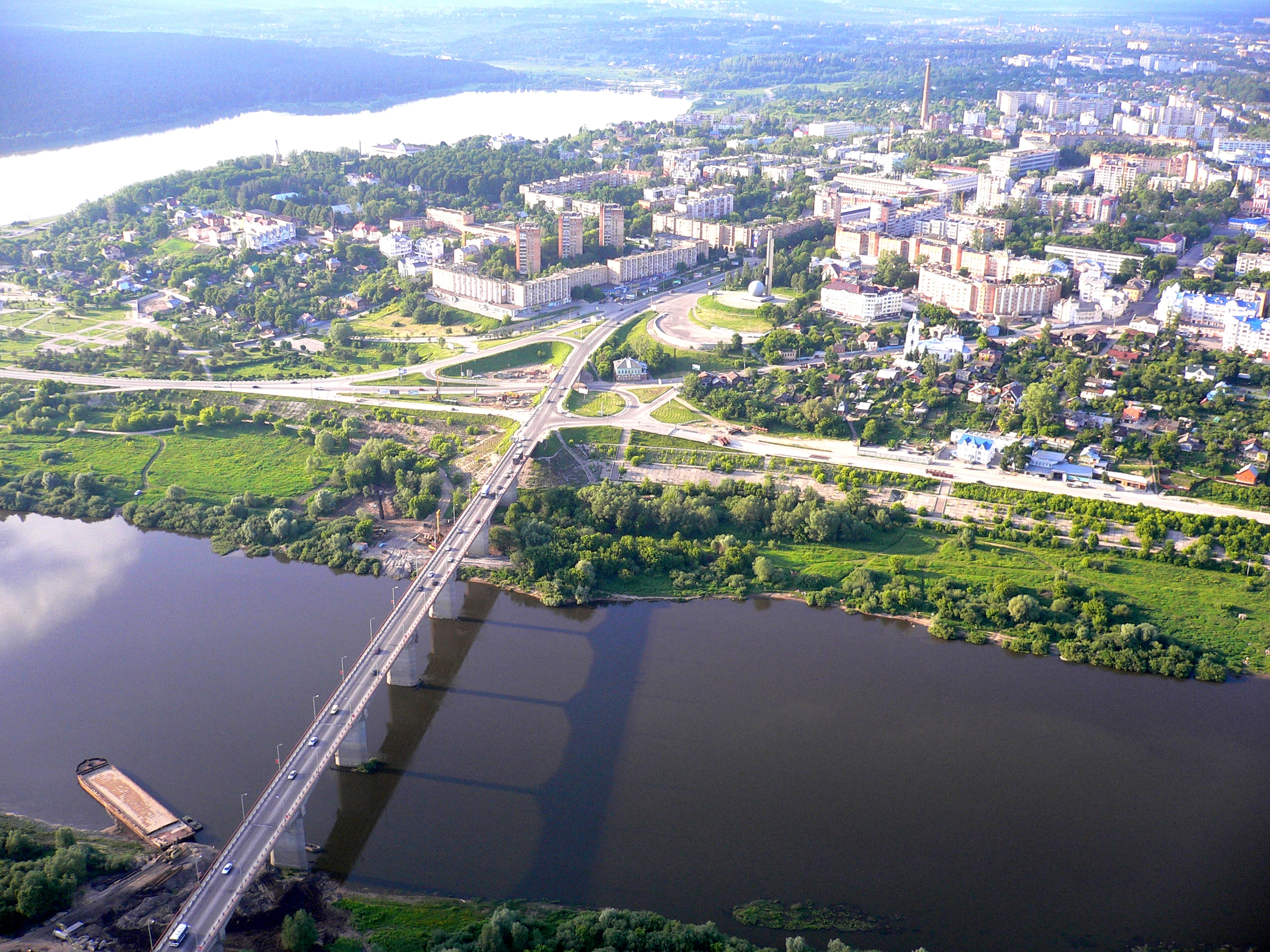
Вид на Калугу

Современный рельеф Калужской области повторяет доледниковый: холмистый, с долинами рек, балками и лощинами. Некоторые ледниковые озёра сохранились до сих пор, например самое глубокое озеро Калужской области — Бездон.
Регион расположен между Среднерусской и Смоленско-Московской возвышенностями. На территории области есть как низкие равнины — высотой до 200 м над уровнем моря, так и возвышенные — высотой более 200 м. Юго-восток области занимает Среднерусская возвышенность, крайний северо-запад — Спас-Деменская гряда. Эти возвышенности отделены друг от друга Угорско-Протвинской низиной. На крайнем юго-западе области находится Брянско-Жиздринское полесье, а в центре располагается Барятинско-Сухиничская равнина.
Высшая точка рельефа области находится на высоте 279 м в пределах Спас-Деменской гряды (Зайцева гора), низшая — в долине реки Оки (120 м над уровнем моря). Таким образом, амплитуда рельефа достигает 160 м. Калужская область расположена в центральной части Восточно-Европейской платформы. Мощность верхнего (осадочного) структурного яруса изменяется от 400—500 м на юге до 1000—1400 м на севере. Большая часть осадочного чехла сложена отложениями девона. Их доля на юге области превышает 80 % от мощности всей осадочной толщи (включая четвертичные образования). На территории Калужской области выделено 4 геолого-экономических района: Северо-Восточный, Центральный, Южный и Северо-Западный.

### Климат
Климат Калужской области умеренно континентальный с резко выраженными сезонами года: умеренно жарким и влажным летом и умеренно холодной зимой с устойчивым снежным покровом. Средняя температура июля от +18 °C на севере до +21 °C на юге, января от −12 °C до −8 °C. Тёплый период (с положительной среднесуточной температурой) длится 205 (север) — 220 (юг) дней.
На земную поверхность территории области поступает значительное количество солнечной радиации — около 115 ккал на 1 см². Средняя годовая температура воздуха колеблется от 3,5—4,0 на севере и северо-востоке и до 4,0—4,6 градусов на западе и юге области. Продолжительность безморозного периода в среднем по области составляет 203—223 дня. Наиболее холодная северная часть области. К умеренно холодной относится её центральная часть. На юге области, в зоне лесостепи климат относительно тёплый. Холоднее всего по области в районе Обнинска, теплее — в районе Жиздры. По количеству выпадающих осадков территорию Калужской области можно отнести к зоне достаточного увлажнения. Распределение осадков по территории неравномерное. Их количество колеблется от 780 до 826 мм на севере и западе до 690—760 мм на юге. Особенностью климата области являются частые весенние заморозки, а также чередование жаркого сухого и холодного влажного лета, что определяет рискованный характер сельского хозяйства в регионе.
В регионе действуют шесть метеорологических станций Росгидромета.

### Гидрография
В области протекает 2043 рек общей протяжённостью 11 670 км. Из них 280 рек имеют длину более 10 км, общей протяжённостью 7455 км, а рек и очень малых водотоков (ручьёв) длиной менее 10 км на территории области насчитывается 1763. Их общая протяжённость — 4215 км. Средняя густота речной сети — 0,35 км/км². Основа водной системы — река Ока, прочие крупные реки области — Угра, Жиздра, Болва, Протва, Воря, Ресса, Шаня, Яченка.
В области насчитывается 19 водохранилищ с полным объёмом более 1 млн м³ каждое. Общий объём водохранилищ около 87 млн м³, из них 30 млн м³. Водохранилища — Ломпадь (Верхнее Людиновское) на реке Неполоть (приток Болвы), расположено в Людиновском районе площадь зеркала 870 га; Верхне-Кировское на реке Песочня (приток Болвы), расположено в Кировском районе с площадью зеркала 215 га; Брынское на реке Брынь в Думиничском районе (приток Жиздры) площадью 790 га; Милятинское на реке Большая Ворона (приток Угры) в Барятинском районе площадью 458 га; Яченское водохранилище на реке Яченка площадью 230 га. Количество озёр в области невелико, среди них можно выделить озёра Бездон, Святое, Галкино, Безымянное, Сосновое (Барятинский, Дзержинский, Юхновский, Козельский, Жиздринский районы).
На территории области около 500 торфяных болот. Площадь большинства из них не превышает 100 га. Заболоченность области менее 1 %. Болота на территории области распространены неравномерно. Наиболее заболочены северо-западные и западные районы (бассейн р. Угры), а также Брянско-Жиздринское полесье. Наибольшие болота — Игнатовское, Калуговское, Красниковское, Шатино.

## Полезные ископаемые
Удельная ценность недр Калужской области составляет более 8 млн руб/км². На территории области выявлено и разведано 550 месторождений твёрдых полезных ископаемых по 19 видам минерального сырья, 131 месторождение пресных подземных вод и 13 месторождений минеральных подземных вод. Минеральные ресурсы области представлены фосфоритами, бурыми углями, минеральными красками, гипсами, строительными камнями, мелом для строительных работ, карбонатными породами для известкования почв и целлюлозно-бумажной промышленности, глинами огнеупорными и тугоплавкими, легкоплавкими глинами для производства кирпича и керамзита и термолитового гравия, глинами для буровых растворов, песчано-гравийным материалом, песками стекольными и формовочными, песками для строительных работ и производства силикатных изделий, торфом, сапропелем и минеральными водами.
В области имеется 24 месторождения с промышленными запасами более 220 млн м³ глин, из которых 14 месторождений сегодня интенсивно осваиваются. Ульяновское месторождение огнеупорных и керамических глин является одним из крупнейших в России и пока ещё не освоенным промышленностью. На его долю приходится 16,2 % запасов тугоплавких глин в Центральном федеральном округе (ЦФО). Такие глины используются для производства огнеупорных изделий, применяемых в металлургии, цементной, стекольной и других отраслях, в которых производственные процессы связаны с высокими температурами. При стабильном развитии строительства в ЦФО потребность в глинах Ульяновского месторождения составит 600—700 тысяч тонн в год. Ульяновское месторождение имеет все перспективы стать главной сырьевой базой для предприятий строительного комплекса и огнеупорной промышленности не только Калужской области. Суммарные балансовые запасы месторождения бурого угля Подмосковного угольного бассейна — 1240 млн т., в том числе: Воротынское (410 млн т.), Северо-Агеевское (151 млн т.), Середейское (150 млн т.), Студёновские участки (103 млн т.) и другие. Несмотря на невысокое качество углей, сырьё представляет интерес в силу близости к крупным потребителям. Балансовые запасы торфа составляют около 24 млн т. Минерально-сырьевой потенциал области позволяет обеспечить потребности предприятий в главных видах нерудных полезных ископаемых (камни строительные, песчано-гравийный материал, строительные и силикатные пески, легкоплавкие глины и суглинки для производства кирпича и керамзита).
На начало 2015 года на территории Калужской области действуют 115 лицензий на право разработки участков недр, содержащих общераспространённые полезные ископаемые, и 15 лицензий — на право разработки участков недр, содержащих необщераспространённые полезные ископаемые.

### Почвы
Преобладающими почвами региона являются дерново-подзолистые почвы (занимают примерно 71 %). На водоразделах распространены дерново-сильноподзолистые почвы. В северной части территории на востоке и юго-востоке области преимущественно дерново-слабоподзолистые, в поймах рек — аллювиальные. На юге широко распространены дерново-подзолистые глеевые и глееватые почвы. В центральной части и на востоке — преимущественно серые и светло-серые почвы (занимают около 12,4 %).

### Растительность
Леса занимают 45,2 % территории Калужской области. Общий запас древесины составляет 267,7 млн м³. 30 % — хвойные породы, 67 % — мягколиственные.

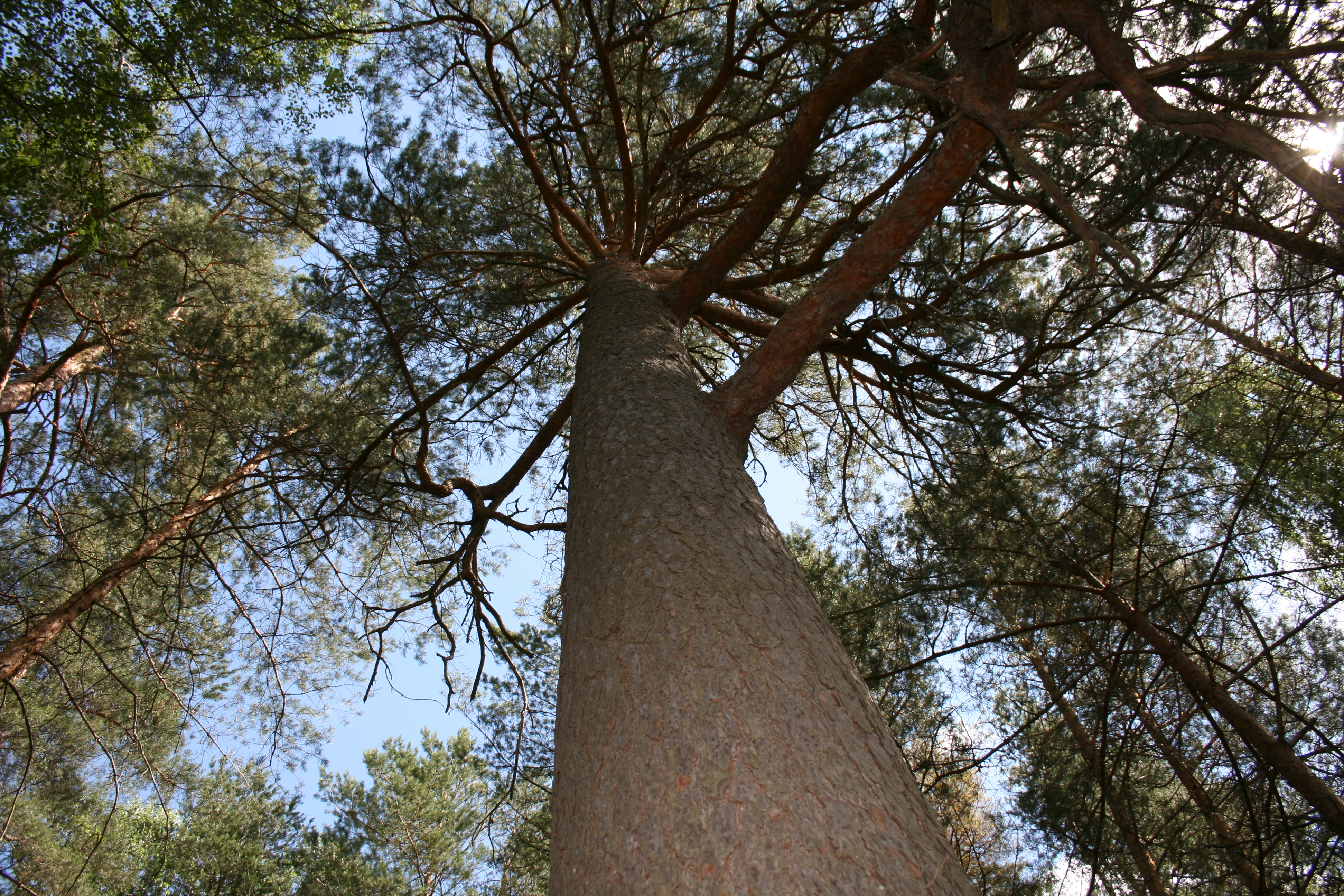
Лес в Калужской области

По данным на начало 2015 года допустимый объём заготовки древесины — 3 млн. 801,3 тыс. м³ в год. Освоение расчётной лесосеки производится на уровне 30 %. Ежегодный прирост насаждений составляет 4,8 млн м³.
Лесная зона региона включает две подзоны: хвойно-широколиственных и широколиственных лесов. В подзоне хвойно-широколиственных лесов преобладают различные типы ельников. Древесный ярус в таких лесах составлен елью европейской с примесью сосны, берёзы, осины, липы, дуба черешчатого. В подзоне широколиственных лесов коренные леса занимают небольшую площадь в междуречьях рек Вытебеть, Жиздра и Ока. Видами-эдификаторами в таких лесах являются в основном дуб черешчатый, липа сердцевидная, ясень обыкновенный, вязы. Эти леса, в отличие от хвойных, полидоминантны, имеют до 7—8 ярусов. Обычна примесь берёзы и осины во втором ярусе, клёна равнинного, яблони дикой, груши обыкновенной, тёрна, рябины обыкновенной в третьем ярусе. Развит ярус кустарников (лещина обыкновенная, бересклет бородавчатый, бересклет европейский и др.). В травяном покрове преобладают ранневесенние эфемероиды и многолетние растения.
Внезональная растительность на территории области представлена сосновыми и мелколиственными лесами, болотами и лугами. Сосна обыкновенная образует леса на песчаных наносах древних аллювиальных равнин, на песчаных террасах речных долин, заболоченных торфянистых почвах. Это боры-беломошники, боры-зеленомошники, сфагновые боры, сложные боры. Древесный ярус мелколиственных и производных смешанных лесов образован берёзой повислой, берёзой пушистой, осиной, ивой козьей, елью, сосной и дубом. Луга делятся на пойменные и материковые.

### Животный мир

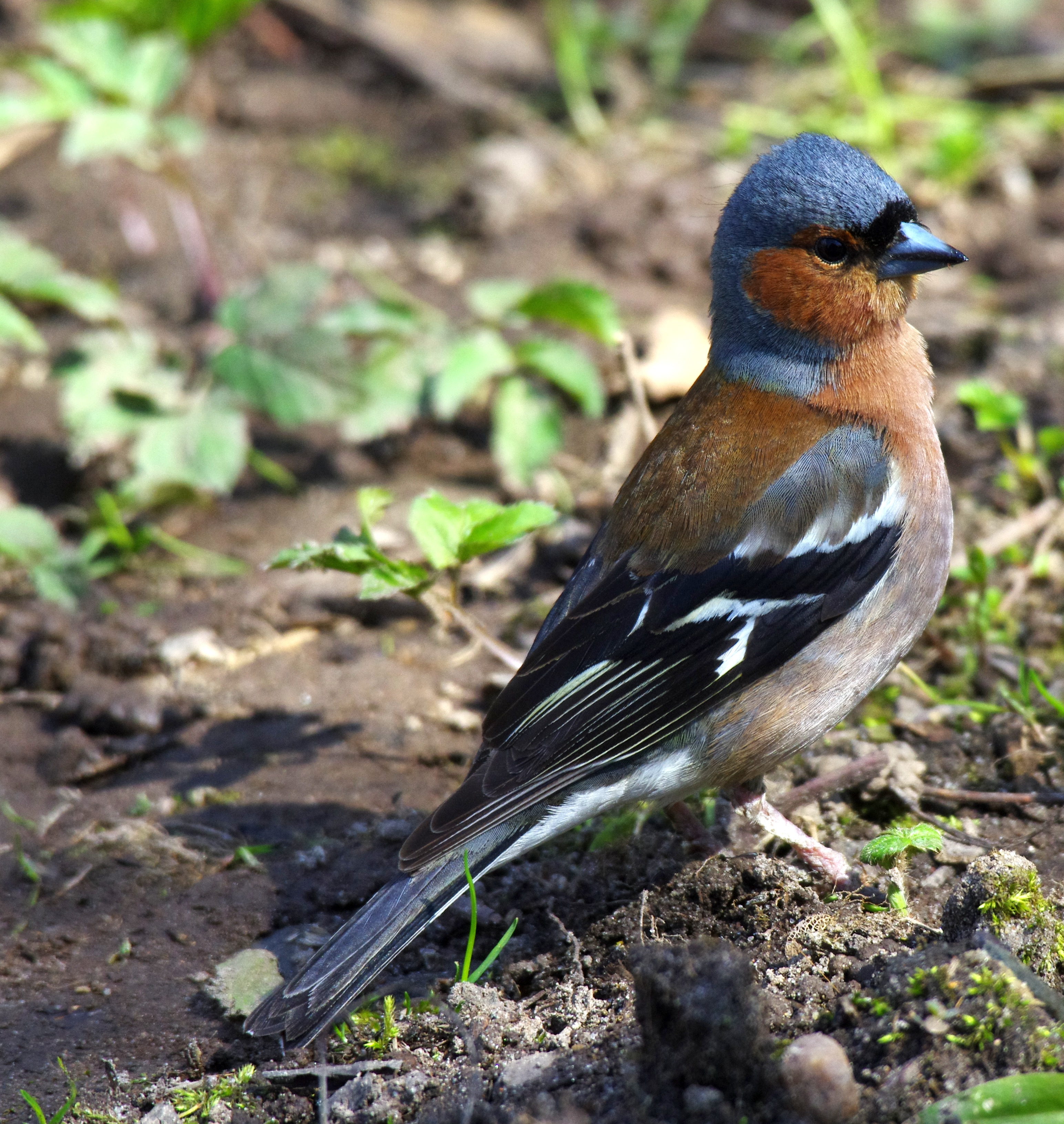
Зяблик

За двухвековой период изучения на территории Калужской области отмечено несколько тысяч видов беспозвоночных и 396 видов позвоночных животных.
В Красную книгу Калужской области занесено 132 вида позвоночных животных, в том числе 36 из соответствующего перечня объектов охраны Российской Федерации.
В пределах области зафиксировано пребывание 68 видов млекопитающих. Среди них типично лесные звери: бурый медведь, рысь, лось, волк, заяц-беляк, белка. А также представители, характерные для степей: хомяки, большой тушканчик, крапчатый суслик, обыкновенный сурок.
За последние десятилетия на территории области работниками охотничьих хозяйств проводилось расселение зверей, имеющих низкую численность. Среди них русская выхухоль, бобр, кабан, косуля, которые хорошо прижились и увеличили поголовье.
Были акклиматизированы животные, ранее не обитавшие на территории края: енотовидная собака, ондатра, пятнистый и благородный олени, которые в достаточно короткие сроки достигли промысловой численности. В южные районы области стали иногда заходить зубры, после их выпуска в национальный парк «Орловское Полесье», они также содержатся в национальных парках
«Угра» и «Калужские засеки».
Среди обитателей вод области отмечено 2 вида миног, 41 вид костных рыб. Разнообразие ихтиофауны связано с большим различием условий существования. Так, в бассейне Оки живёт ручьевая минога, а в Десне и её притоках — украинская. В стоячих водоёмах распространены золотой и серебряный караси, линь и многие другие виды. В прудовых хозяйствах выращивают карпа, толстолобика, белого амура и иногда — пелядь. Из ценных промысловых видов наибольшая доля приходится на леща. Из редких видов можно встретить стерлядь, русскую быстрянку, бычка-подкаменщика, занесённых в Красную книгу России. Среди 11 видов земноводных обычны гребенчатый и обыкновенный тритоны, краснобрюхая жерлянка, обыкновенная и зелёная жабы, многочисленны озёрная, прудовая, остромордая и травяная лягушки.
Пресмыкающиеся представлены 7 видами, в том числе — змеями: из ядовитых — обыкновенной гадюкой, Гадюкой Никольского, безопасными — обыкновенным ужом и медянкой. Обычные ящерицы — прыткая и ломкая веретеница, у которой отсутствуют конечности и её часто путают со змеями.
На территории края зарегистрировано пребывание 267 видов птиц, из них 177 отмечены на гнездовье, 58 — только на пролёте, 32 нерегулярно залетали. Произошло увеличение до 93 видов доли зимующих птиц, что связано с антропогенными преобразованиями ландшафтов. Важнейшие местообитания хищных птиц расположены на территории заповедника «Калужские засеки» и в междуречье Вытебети и Рессеты. Наиболее многочисленны: среди водоплавающих — кряква; околоводных — озёрная чайка; обитателей леса — зяблик, пеночка-теньковка; по побережьям рек — береговая ласточка; в населённых пунктах — сизый голубь, чёрный стриж, грач, полевой воробей.

### Охрана природы и экологическое состояние
По данным государственного доклада «О состоянии и охране окружающей среды РФ», ежегодно публикуемого Министерством природных ресурсов и экологии РФ, Калужская область является одним из наиболее чистых в экологическом отношении регионов ЦФО.
Экологическую экспертизу, нормирование, лицензирование и государственный контроль в сфере охраны окружающей среды в Калужской области осуществляют несколько уполномоченных государственных органов.
С 2008 года на территории области функционирует территориальная система наблюдения за состоянием окружающей среды. Территориальный информационный ресурс данных о состоянии окружающей среды находится в режиме открытого доступа на официальном сайте Калужской области.
Инвестиционным советом при Губернаторе Калужской области в 2013 г. принято решение о создании Экотехнопарка. При проектировании парка будут применены наилучшие технологии, обеспечивающие санитарную и экологическую безопасность. Приоритетным является решение задач охраны окружающей среды от источников загрязнения поверхностных и подземных вод, хранения и утилизации промышленных и бытовых отходов, радиационной безопасности, снижения выбросов вредных веществ в атмосферный воздух. Впрочем, многие жители посёлка Детчино, в котором предполагается строительство экотехнопарка, выступили категорически против него.
Доля Калужской области в суммарных объёмах выбросов загрязняющих веществ в атмосферный воздух и сбросов загрязнённых сточных вод в водные объекты ЦФО незначительна. По показателю улавливания и обезвреживания вредных веществ область находится на третьем месте, уступая Брянской и Белгородской областям. Наибольшая часть вредных выбросов в атмосферу приходится на долю Калуги, Кирова, Обнинска, Людинова и Дзержинского района.
В 1986 году в результате Чернобыльской катастрофы радиоактивному загрязнению были подвержены южная и юго-западная части области. В 9 районах ведётся радиологический мониторинг. Радиационный фон соответствует сложившейся радиационной обстановке. На территории области проводится активная работа по приёму, хранению, перемещению и переработке лома цветных и чёрных металлов, стекла, макулатуры. В 2015 году число населённых пунктов Калужской области, находящихся в границах зон радиоактивного загрязнения вследствие катастрофы на Чернобыльской АЭС, сократили с 353 до 300.
На предприятиях области внедряются безотходные технологии. Первичная сортировка отходов осуществляется на МП «Полигон» (г. Обнинск) и др. В Калужской области созданы и успешно развиваются несколько экологических поселений Заповедник «Калужские засеки», Национальный парк «Угра», Природный заказник «Таруса», Памятник природы «Калужский Бор».

## Население
Численность населения области по данным Росстата составляет 1 066 601 чел. (2025). Плотность населения — 35,82 чел./км2 (2025). Городское население — 
75,5 % (2018).

### Занятость
Уровень безработицы в Калужской области до начала пандемии COVID-19 считался не очень высоким — в 2019 году по уровню безработицы область была на девятом месте в ЦФО. Однако уже к маю 2020 года уровень безработицы заметно вырос, безработных стало в 1,5 раза больше по сравнению в тем же периодом 2019. В конце 2020 года ситуация выправилась и область вошла в топ-10 регионов с самой низкой безработицей в стране (8-е место).
Все крупнейшие работодатели, вошедшие в конце 2020 года в составленный Государственной службой занятости список (по числу вакансий), представляют медицинские учреждения. Это Калужская областная клиническая больница, Центральная межрайонная больница № 1, Центральная межрайонная больница № 5, Клиническая больница № 8.
Список 10 крупнейших промышленных предприятий по числу занятых (2019):
1. ООО «Фольксваген груп рус»
2. ООО «Калужский турбинный завод»
3. ПАО «Кадви»
4. АО «Тайфун»
5. АО «ОНПП „Технология“ им. А. Г. Ромашина»
6. АО «Калугапутьмаш»
7. ООО «ПСМА Рус»
8. АО ЛТЗ
9. АО «Калужский завод „Ремпутьмаш“»
10. АО «Итера»

## Административно-территориальное деление
Административно-территориальное устройство
- 24 района
- 2 города областного значения

Муниципальное устройство
Количество муниципальных образований (на 1 января 2021 года) — 304, в том числе:
- городских округов — 2
- муниципальных районов — 24
- городских поселений — 26
- сельских поселений — 252

## Населённые пункты
Населённые пункты с численностью населения более 5 тысяч человек
| №№ | Название      | Численность |
| -- | ------------- | ----------- |
| 1  | Калуга        | ↘324 989    |
| 2  | Обнинск       | ↗132 477    |
| 3  | Малоярославец | ↘41 511     |
| 4  | Людиново      | ↘35 276     |
| 5  | Балабаново    | ↗30 194     |
| 6  | Киров         | ↘27 661     |
| 7  | Козельск      | ↘16 603     |
| 8  | Кондрово      | →15 734     |
| 9  | Жуков         | ↘15 656     |
| 10 | Товарково     | ↘15 539     |
| 11 | Сухиничи      | ↘14 407     |
| 12 | Боровск       | ↗12 686     |
| 13 | Кремёнки      | ↘11 637     |
| 14 | Сосенский     | ↘11 259     |
| 15 | Ермолино      | ↗11 189     |
| 16 | Белоусово     | ↗10 980     |
| 17 | Воротынск     | ↘10 566     |
| 18 | Таруса        | ↘9791       |
| 19 | Медынь        | ↘8042       |
| 20 | Юхнов         | ↘6470       |
| 21 | Жиздра        | ↘5433       |
| 22 | Думиничи      | ↘5377       |

## Официальные символы
Официальными символами Городского округа «Город Калуга» являются герб (утверждён в 1996 году), флаг (утверждён в 2004 году) и гимн музыка А. И. Типакова, слова М. А. Улыбышевой, утверждённый в 2013 году.

## Органы власти

### Губернатор Калужской области
С 16 сентября 2020 года губернатор Калужской области — Владислав Валерьевич Шапша (с 13 февраля 2020 года являлся временно исполняющим обязанности губернатора).

### Правительство Калужской области
Правительство Калужской области является высшим коллегиальным исполнительным органом государственной власти Калужской области. Разрабатывает и осуществляет меры по обеспечению комплексного социально-экономического развития региона, участвует в проведении единой государственной политики в области финансов, науки, образования, здравоохранения, культуры, социального обеспечения и экологии.
Руководителем правительства области является губернатор. Структура управления состоит из: руководителя правительства, заместителей руководителя правительства, иных членов правительства. В состав правительства входят: губернатор, первый заместитель губернатора, заместитель губернатора — руководитель администрации губернатора, заместители губернатора, министры Калужской области.
Работу правительства обеспечивает отдел организации деятельности правительства Калужской области. Финансово-хозяйственное и организационное обеспечение деятельности правительства осуществляет администрация губернатора Калужской области. Правовое обеспечение деятельности правительства осуществляет правовое управление администрации губернатора Калужской области. Информационно-технологическое обеспечение деятельности правительства осуществляет министерство развития информационного общества Калужской области.

### Законодательное Собрание Калужской области
С 24 сентября 2020 года председателем Законодательного собрания Калужской области является Геннадий Станиславович Новосельцев.

## Экономика
Калужская область — субъект Российской Федерации. Экономико-географическое положение области определяется также и географической близостью индустриальных центров Центральной России, таких как Москва, Тула и Брянск.
В Калужской области созданы все условия для развития не только крупных, но малых и средних производств. Инвесторы, разместившие свои производства на территории региона, признают, что инвестиционная политика Калужской области отвечает лучшим мировым стандартам. Законодательная и нормативная базы региона гарантируют безопасность капиталовложений. С 2006 по 2018 годы открыто 112 новых предприятий, создано более 30 тыс. рабочих мест. Более 200 международных проектов реализуются на территории региона. Калужская область в ежемесячном рейтинге социально-политической устойчивости регионов от Фонда «Петербургская политика» за ноябрь 2018 года получила 8,4 балла (группа с максимальной социально-политической устойчивостью).
Свои производства в регионе открыли крупнейшие международные корпорации: Volkswagen, Volvo, Peugeot, Citroen, Mitsubishi, Samsung, Berlin-Chemie и другие. Активно развиваются предприятия, представляющие традиционные сектора экономики, — это производители турбогенераторов и газотурбинных двигателей, железнодорожной техники, строительных материалов, электроники, оптики и многого другого. Создаются новые высокотехнологичные производства, занимающиеся исследованиями и разработками в различных сферах: от ядерных технологий, авиации и космонавтики до нано-механики и очистки воды.

### Промышленность

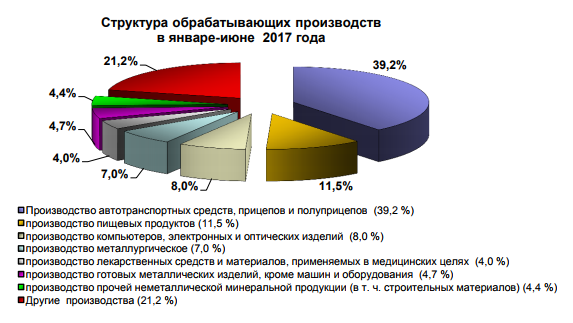
Структура обрабатывающих производств в январе-июне 2017 года

Экономическая политика, которая проводится в Калужской области, изменила структуру промышленного комплекса, создала условия для появления высокотехнологичных производств. В 2017 году промышленные предприятия области выпустили продукции на сумму 714,5 млрд рублей. В области сконцентрировано 2900 крупных промышленных производств. Они формируют порядка 35 % ВРП и обеспечивают более половины налоговых поступлений в областной бюджет. В промышленности работает почти треть населения области.
Традиционно основу промышленности региона составляет машиностроительный комплекс. С 2006 года объём промышленного производства в Калужской области вырос в два с половиной раза. За три квартала 2017 года рост промышленного производства в Калужской области составил 113,2 %, объём отгруженной продукции на душу населения — свыше 531 тыс. р.
Динамика роста объёмов промышленного производства, млрд руб.:
| 2006 | 2007  | 2008  | 2009  | 2010  | 2011  | 2012  | 2013  | 2014  | 2015  | 2016 | 2017  |
| 78,2 | 100,2 | 162,9 | 173,3 | 275,5 | 372,5 | 438,8 | 470,4 | 478,1 | 496,3 | 561  | 714,5 |

Машиностроение и металлообработка
Основу промышленного производства Калужской области составляет машиностроение и металлообработка. Отличительной особенностью машиностроительного комплекса Калужской области является широкая диверсификация выпускаемой продукции:
- легковые и грузовые автомобили (ООО «Фольксваген Груп Рус», ООО «ПСМА Рус», ЗАО «Вольво Восток»);
- электрооборудование для транспортных средств (ОАО «КЗАЭ», ОАО «Автоэлектроника», ООО «Континентал Аутомотив Системс Рус»);
- арматурный прокат, уголок, швеллер (ООО «НЛМК-Калуга»);
- Научно-производственный центр автоматики и приборостроения(ФГУП «НПЦ АП» — «СПЗ»)
- турбины и турбогенераторы (ОАО «Калужский турбинный завод»);
- газотурбинные двигатели и мотоблоки (ОАО «КАДВИ»);
- силикатный камень, пазогребневые перегородки и силикатный кирпич (ЗАО «КЗСМ»)
- телевизоры и бытовые стиральные машины (ООО «Самсунг Электроникс Рус Калуга»);
- радиоэлектронная и коммутационная аппаратура связи, средства связи специального назначения (ОАО «Калугаприбор», ОАО «КЭМЗ», ОАО «КНИИТМУ»);
- изделия для оборонно-промышленного комплекса (ОАО «Тайфун», АО «ОНПП „Технология“ им. А. Г. Ромашина», ОАО «КНИРТИ», ОАО «КЗРТА», ОАО «КЗТА»);
- электронные лампы и изделия квантовой техники (ОАО «Восход-КРЛЗ»);
- аппаратура и оборудование для АЭС и радиохимических производств (ОАО «ПЗ „Сигнал“»);
- тепловозы, машины и механизированный инструмент для ремонта и эксплуатации железнодорожных путей (ОАО «Людиновский тепловозостроительный завод», ОАО «Калугапутьмаш», ОАО КЗ «Ремпутьмаш», ОАО «Калугатрансмаш»);
- измерительные приборы (ЗАО «НПО „Промприбор“», ООО «НПП Метра»);
- кухонные вытяжки (ОАО «Элмат»)
- стальные трубы, алюминиевый профиль, теплицы (ООО «Агрисовгаз»);
- металлоконструкции и здания из сэндвич-панелей (ООО «Руукки Рус»);
- изделия из чугунного, стального и цветного литья (ЗАО «Кронтиф-Центр», ОАО «Кировский завод», ОАО «Спецлит»);
- кабельная продукция (ЗАО "Завод «Людиновокабель», ЗАО «Трансвок».

Фармацевтическая промышленность
На 2017 год в области зарегистрировано 63 фармацевтических компании. В Калужской области сформирован фармацевтический кластер, основу которого составляют предприятия, занимающиеся разработкой научных идей и внедрением новых технологий.
Производство готовых лекарственных форм:
- «Хемофарм» (группа компаний STADA, Германия) работает в Калужской области с 2007 года. Предприятие первым в России вышло на экспорт медикаментов не только в Европу, но и в США;
- «Берлин-Хеми/Менарини», ГК Menarini (Италия);
- «Ново-Нордиск» (Дания);
- «Ниармедик ФАРМА» (Россия);
- «Астра Зенека» (Швеция-Великобритания). Опытное производство фармсубстанций и разработка технологий в биофармацевтике:
- Химико-фармацевтическая компания ООО «БИОН»;
- ООО "Научно-производственная компания «Медбиофарм»;
- ЗАО «МИР-ФАРМ». Услуги по обеззараживанию фармсубстанций и готовых лекарственных форм, отходов фармпроизводства предприятий, входящих в калужский биофармацевтический кластер;
- ООО «НПП „Омитекс“».

Пищевая промышленность
- ООО «Nestle Россия»;
- ЗАО «Пивоварня Москва-Эфес» (до 01.10.2013 — ЗАО «САБМиллер Рус»);
- ОАО «Обнинский мясокомбинат»;
- ООО «Инвест Альянс»;
- ООО «Цуегг Руссия»;
- «Обнинский молочный завод» — филиал ОАО «Вимм-Билль-Данн»;
- ОАО «МосМедыньАгропром» — производство молочных продуктов;
- ООО «Агро-Инвест» — круглогодичное выращивание овощной продукции;
- ООО «Ф-ТРАУТ» — рыбоводческий комплекс по выращиванию рыбы лососёвых пород;
- ООО «ЭкоНива-АПК Холдинг» — молочное и мясное животноводство, растениеводство, профессиональное семеноводство;
- ООО «Верный путь» — грибоводческий комплекс;
- ЗАО «Партнёр-М» — производство пищевых ингредиентов;
- ООО «Гринвайз» (Greenwise LLC) — производство растительных альтернатив мясным продуктам.

Лёгкая промышленность
Лёгкая промышленность Калужской области объединяет около 250 предприятий и организаций различной формы собственности, 11 из них — крупные и средние. Основные виды производств лёгкой промышленности области представлены предприятиями:
- ОАО «Ермолино» — текстильное производство;
- ОАО «Руно» — текстильное производство;
- ОАО «Сухиничская швейная фабрика» — производство одежды;
- ООО «Людиновская швейная компания» — производство одежды;
- ООО «Юхновская швейная фабрика» — производство одежды;
- ОАО «Калита» — обувное производство;
- ООО «Калужская обувь»;
- ООО «Форио» — обувное производство.

При диверсификации экономики огромное внимание в регионе уделяется развитию различных отраслей промышленности. Предприятия Калужской области производят бумагу, картонную тару, древесно-стружечные и древесно-волокнистые плиты, пакетную доску, кирпич, керамические санитарно-технические изделия, железобетонные конструкции, резиновые и пластмассовые изделия, трубы, профили и многое другое.

### Инвестиции

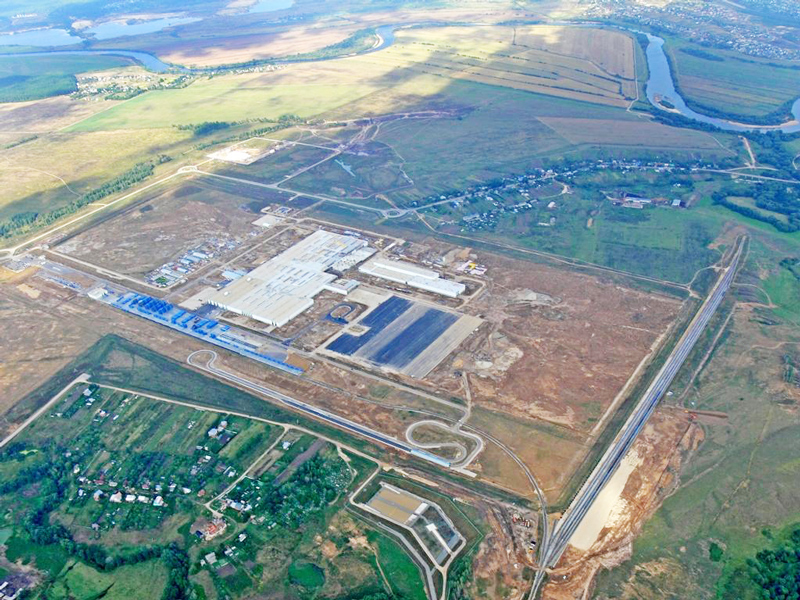
Индустриальный парк «Росва»

Калужская область входит в число лидеров по привлечению иностранных инвестиций в экономику региона. В регионе разработана эффективная стратегия инвестиционного развития, сформирован благоприятный инвестиционный климат. Ключевые пункты инвестиционной стратегии — размещение производств в индустриальных парках и особых экономических зонах, низкие риски инвестирования, налоговые льготы и законодательно закреплённая административная поддержка со стороны органов власти и специально созданных институтов развития (Корпорация развития Калужской области, Агентство регионального развития, Агентство инновационного развития и Индустриальная логистика).
Главный продукт, который регион предлагает инвесторам — размещение производств в 12 индустриальных парках и на одной из двух площадок Особой экономической зоны. Проекты «А-Парк» и «Б-Парк» предлагают браунфилды. Всего в регионе реализуется более 180 инвестиционных проекта.

#### Автомобильный кластер
Более 1,5 млн автомобилей произведено с 2007 года. Доля автомобильного производства в промышленности региона — 39,2 %
Рост производства автотранспортных средств — 103,4 % к уровню 2016 года. При этом индекс производства кузовов для автотранспортных средств, прицепов и полуприцепов в рассматриваемом периоде составил 76,8 %. С увеличением производства комплектующих и принадлежностей для автотранспортных средств — 148,1 % рост производства автотранспортных средств, прицепов и полуприцепов в январе-июне 2017 года к 2016 году составил 108,5 %. Объём производства автотранспортных средств, прицепов и полуприцепов за январь-июнь 2017 года превысил 121 млрд руб.
Три крупнейших завода ОЕМ-производителей автомобилей в области — Volkswagen, PCMA Rus и Volvo.
Завод Volkswagen был открыт в Калуге в 2007 году. В октябре 2009 года запущено производство полного цикла. В настоящее время здесь производятся автомобили Volkswagen Polo, Volkswagen Tiguan и ŠKODA Rapid.
Автозавод PCMA Rus расположен в Калуге в индустриальном парке «Росва». Инвестиции в производство на момент запуска составили 550 млн евро. Ранее предприятие выпускало машины в режиме крупноузловой сборки (SKD); с июля 2012 года выпускает по полному производственному циклу Peugeot 408, с ноября 2012 года — Mitsubishi Outlander. В апреле 2013 года началось производство Citroen С4, в июле — Mitsubishi Pajero Sport. Производственные мощности предприятия позволяют выпускать до 125 тыс. автомобилей в год.
На территории Калужской области реализуется несколько проектов «Вольво Груп»:
- завод «Вольво тракс» по производству грузовых автомобилей брендов «Вольво» и «Рено»;
- «Volvo Truck Center Калуга» — сервисный центр грузовой техники;
- таможенный департамент Volvo;
- завод по производству экскаваторов компанией Volvo Construction Equipment;
- завод «Volvo Group Cab Factory» по производству кабин для грузовых автомобилей Volvo и Renault.

В области находится около предприятий по производству автокомпонентов, включая ООО «Фукс ойл» (производство смазочных материалов), ООО «Континентал Калуга» (производство шин), ЗАО «Бецема-Калуга» и ООО «Меркатор Калуга» (производство навесного оборудования для грузовых автомобилей), филиал АО «Магна Автомотив Рус» (производство бамперов и передних модулей), ООО «Бентелер Аутомотив» (производство деталей подвески) и др.
Подготовку кадров в формате автокластера осуществляет созданный в 2007 году учебный центр по подготовке специалистов для автопрома, где реализуется около 100 программ обучения и создано более 30 лабораторий и мастерских. Для предприятий автопрома центр уже подготовил около 12 000 человек.

#### Кластер фармацевтики, биотехнологий и биомедицины
Рост производства лекарственных средств в 2017 году составил 167,2 %, увеличилось производство противоопухолевых препаратов, сердечно-сосудистых лекарственных средств, средств для лечения сахарного диабета на предприятиях фармкластера области. Объём отгруженной продукции, работ, услуг предприятиями кластера на конец 2016 года составил 35,3 млрд рублей. Предприятиями фармкластера выпускаются 150 наименований лекарственных средств; более 80 % продукции кластера — готовые лекарственные средства.
Фармкластер объединяет 63 участника. «Ядро» фармацевтического кластера формируется на двух площадках:
- Калуга (индустриальные парки «Грабцево» и «А-Парк») — производственная база;
- Обнинск (промышленная зона, технопарк высоких технологий «Обнинск», индустриальный парк «Ворсино») — инновационные разработки, том числе развитие малых и средних компаний.

Развитие фармацевтического кластера идёт по трём основным направлениям:
- производство фармацевтической продукции;
- производство субстанций;
- исследования в области фармацевтики, биотехнологий и биомедицины.

Производственный блок кластера включает:
- ООО «Хемофарм» (в составе Stada AG, Германия) — производство лекарственных средств
- ООО «Ново Нордиск продакшн саппорт» (подразделение Novo Nordisk A/S, Дания) — производство инсулина
- ООО «Ниармедик фарма» (Россия) — производство оригинальных лекарственных средств
- ЗАО «Берлин фарма» (подразделение Berlin-Chemie AG, Германия) — производство твёрдых лекарственных форм
- ООО «АстраЗенека Индастриз» (подразделение AstraZeneca, Великобритания) — производство инновационных лекарственных средств
- ООО «Сфера-Фарм» (Россия) — производство медицинских внутривенных растворов

Малые и средние инновационные предприятия кластера (ООО «Мир-Фарм», ЗАО «Обнинская химико-фармацевтическая компания», ГК «Медбиофарм», ГК «Бион») нацелены на разработку и создание новых био- и фармпрепаратов.
Научно-образовательный блок и партнёры кластера:
- Обнинский институт атомной энергетики НИЯУ МИФИ с медицинским факультетом
- ФГБОУ ВПО «Калужский государственный университет имени К. Э. Циолковского»
- Филиал ГНЦ РФ — Научно-исследовательский физико-химический институт им. Л. Я. Карпова
- ФГБУ «Медицинский радиологический научный центр»
- ФГУП ГНЦ РФ «Физико-энергетический институт им. А. И. Лейпунского»
- Научно-образовательный центр на базе альянса компетенций «Парк активных молекул»
- Калужский областной базовый медицинский колледж
- Учебный центр по подготовке кадров для фармацевтических производств
- Пущинский научный центр РАН
- Некоммерческое партнёрство «Орхимед»
- Факультет фундаментальной медицины МГУ им. М. В. Ломоносова
- Управляющая компания биотехнологического бизнес-инкубатора МГУ имени М. В. Ломоносова

#### Транспортно-логистический кластер
Поскольку регион граничит с Москвой, его транзитный потенциал достаточно велик, поэтому здесь построены мультимодальные транспортно-логистические терминалы, таможенные, складские комплексы, развивается автомобильная, железнодорожная, аэропортовая инфраструктура. Крупнейшим в области является технопарк в Ворсино, на границе Калужской и Московской областей, в транспортном хабе близ Киевского шоссе, железнодорожной станции Ворсино и аэропорта Ермолино.
Терминал «Freight Village „Росва“» создан с целью улучшения и координации логистических операций резидентов индустриальных парков Калужской области («Грабцево», «Росва», «Калуга-Юг»). К 2018 году «Росва» стал одним из опорных объектов сети распределения на территории всего Центрального федерального округа. Автомобильный терминал имеет площадь 5 га, контейнерный — 3 га. Производительность терминала — до 150 тыс. TEU в год.
Теминал «Freight Village „Ворсино“» имеет общую площадь 450 га; мощность контейнерного терминала на первом этапе — 300 000 TEUs в год, далее до 1 500 000 TEUs в год. Объём инвестиций — 1,2 млрд евро, из них около 250 млн евро — инвестиции в строительство логистического парка. Всего в технопарке к 2018 году работает 6,5 тыс. человек. С января 2016 года «Ворсино» стал частью инфраструктурного проекта «Новый шёлковый путь»: транзит грузов из Северо-Восточного Китая и Южной Кореи осуществляется через порт Далянь по Китайско-Восточной железной дороге и Транссибирской магистрали.
Также в области расположены международный аэропорт «Калуга» и аэропорт «Ермолино».

### Строительство
Среди регионов Центрального федерального округа Калужская область занимает третье место по объёму строительства жилых домов на одну тысячу населения. В 2017 году в Калужской области построено 864 тыс. м² нового жилья. Приоритетным сегментом рынка является строительство жилья экономического класса.
В числе объектов социального назначения в 2017 году введены в эксплуатацию:
- диализный центр немецкой компании «Фрезениус»[46] на территории медицинского городка в Анненках; центр оснащён 40 аппаратами «искусственная почка» нового поколения и рассчитан на помощь 240 пациентам;
- автомобильная дорога «Правый берег — Шопино» (проведена реконструкция);
- школа на 1360 мест — крупнейшая в области (микрорайон «Кошелев-проект»).

### Энергетика
По состоянию на конец 2020 года, на территории Калужской области эксплуатировались семь тепловых электростанций общей мощностью 142,03 МВт. В 2020 году они произвели 217 млн кВт·ч электроэнергии.
В советское время началось строительство Калужской ГЭС, которое было прекращено на начальном этапе.
В области расположена первая в мире атомная электростанция — Обнинская АЭС, запущенная в 1954 году.
Регион занимает ведущее положение по газификации в Российской Федерации. Уровень газификации в области составляет 81 %, в том числе в сельской местности 66 %. На решение задач по газификации области в 2015 году направлено более 1,7 млрд руб. средств ПАО «Газпром», областного бюджета и других источников. Построено более 432 км газопроводов. Голубое топливо впервые подано в 34 сельских населённых пункта с населением около 3,5 тысяч человек.

### Сельское хозяйство
На 1 января 2021 года численность сельского населения 242.217 человек, около 24 % населения Калужской области.
Основное направление специализации сельскохозяйственного производства — молочно-мясное скотоводство. Наряду с основной отраслью сельскохозяйственные товаропроизводители занимаются птицеводством, выращиванием зерновых культур, картофеля, овощей. В структуре земельного фонда Калужской области земли сельскохозяйственного назначения составляют 1 млн. 817,9 тыс. га, в том числе сельскохозяйственные угодья — 1,14 млн га, включая 854,6 тыс. га пашни. Численность сельского населения Калужской области на начало 2018 года составляет 24 % от общей численности.
| тыс. гектар | 1044 | 918,9 | 754,3 | 535,1 | 370,7 | 302,1 | 338,4 |

Объём производства валовой сельскохозяйственной продукции в хозяйствах всех категорий в 2017 году составил более 43,07 млрд руб, индекс физического объёма к 2016 году составил 110 %, в том числе в сельскохозяйственных организациях — 23,06 млрд руб. (115,9 %).
В состав агропромышленного комплекса Калужской области входят 219 организаций, осуществляющих сельскохозяйственную деятельность, 45 крупных и средних предприятий пищевой и перерабатывающей промышленности, 750 крестьянских (фермерских) хозяйств, 101,0 тыс. личных подсобных хозяйств.
Животноводство
На 1 января 2021 года в хозяйствах всех категорий насчитывалось 222,4 тыс. (+10,4 %) голов крупного рогатого скота, из них коров 99,4 тыс. (+14,4 %) голов , 105,1 тыс. (+0,5 %) свиней, 39,8 тыс. (+7,1 %) овец и коз, 600 (-4,4 %) лошадей. птицы — 5,5 млн голов.
В 2020 году в хозяйствах всех категорий региона произведено на убой скота и птицы (в живом весе) 137,2 тыс. тонн (+1,5 %), производство молока составило 428,2 тыс. тонн (+7,4 %), производство яиц составило 179,5 млн штук (+7,4 %). Средний надой в 2020 году составил 8070 килограмм на корову, что является третьим результатом по ЦФО. (в 2019 году 8056 килограммов, второе место по надоям в ЦФО)
Молочное скотоводство

Джерсейские телята, Калужская область, 2019 год.

Молочное скотоводство в регионе является приоритетной отраслью и основным источником дохода большинства хозяйств. За январь-декабрь 2017 года в хозяйствах всех категорий, произведено 305,9 тыс.тонн молока. Открылись молочные комплексы компании «Калужская нива» в Перемышльском и Ферзиковском районах на 5600 голов. Строятся и реконструируются молочные комплексы в Дзержинском, Ульяновском, Ферзиковском, Козельском, Барятинском районах. Программа поддержки молочного животноводства привела к увеличению надоев до 6648 кг на одну корову.
С 2012 года в регионе действует программа «100 роботизированных ферм», внедрена и активно работает технология роботизации молочной отрасли, что обеспечивает стабильность производства и высокие качественные показатели при минимальной потребности в трудовых ресурсах. В 32 хозяйствах уже работают 130 роботов.
Мясное животноводство
За январь-декабрь 2017 года в хозяйствах всех категорий, произведено скота и птицы на убой (в живом весе) — 112,2 тыс. тонн. В январе-декабре 2017 года по сравнению с январём-декабрём 2016 года увеличился объём производства скота и птицы на убой (в живом весе) на 9,3 %. Крупнейший проект в направлении мясного животноводства реализует Агрохолдинг «Мираторг». Площадки работают в 5 районах области, численность мясного скота — почти 14 тыс. голов. Крупными производителями являются «Центр генетики „Ангус“» Бабынинского района, «Предприятие ДИК» Бабынинского района и «Биопродукт Агро» Жиздринского района.
В Медынском районе в ООО «Самсон-Ферма» занимаются разведением цесарок. В 2016 было завершено строительство кроликофермы, рассчитанной на единовременное содержание 10 тыс. голов кроликов фермерского хозяйства Анны Высоцкой.
Рыбоводство
В области имеется ряд рыбоводческих хозяйств. В 2017 году на предприятии «Русская креветка» в Малоярославецком районе начали выращиваться креветки. Вышло на проектную мощность предприятие «Калужская форель» Перемышльского района.
Растениеводство
В 2020 году валовый сбор зерновых и зернобобовых культур составил 295,6 тыс. тонн (в 2019 году — 242,8 тыс. тонн), при урожайности 31,3 ц/га (в 2019 году — 30,4 ц/га). В 2016 году во всех категориях хозяйств получено порядка 155 тыс. тонн зерна. Наивысший сбор обеспечивают Перемышьский, Жуковский, Бабынинский районы.
В структуре себестоимости продукции животноводства значительный удельный вес приходится на корма. В 2016 заготовлено более 32 ц кормовой ед. на условную голову. Производство картофеля во всех категориях хозяйств составило 309 тыс. тонн при урожайности 144 ц/га. Во всех категориях хозяйств за 2016 год произведено 108 тыс. тонн овощей. В 2016 году сельскохозяйственные организации области произвели закладку многолетних плодовых насаждений на площади 41,5 га. На предприятиях «Хозяин земли» Хвастовичского района и в «Грибоедофф» произведено более 270 тонн грибов.

### Транспорт
Крупные транспортные узлы региона — Калуга, Обнинск и Сухиничи.
Основной автомобильной магистралью является М3 «Украина», с интенсивностью движения до 13800 автомобилей в сутки (эту трассу с недавнего времени сделали платной) проходящая через города Балабаново, Обнинск, вблизи Малоярославца, Калуги, Сухиничи и города Жиздра. Важное значение имеет и федеральная автодорога А130 «Москва — Малоярославец — Рославль — граница с Белоруссией» (бывшая А-101, Москва — Варшава, «Варшавка»), с интенсивностью движения до 11 500 автомобилей в сутки, проходящая через Белоусово, Обнинск, Малоярославец, Медынь, Юхнов, около Спас-Деменска. Кроме того, региональное значение имеет автодорога Р132 Вязьма — Калуга — Тула — Рязань с интенсивностью движения до 6750 автомобилей в сутки, и участок А108 «МБК», проходящий через город Балабаново. Протяжённость автомобильных дорог с твёрдым покрытием составляет 6564 км. Плотность автодорог общего пользования с твёрдым покрытием — 165 км на 1000 км².
Основная железнодорожная магистраль — Москва — Киев, проходящая через Балабаново, Обнинск, Малоярославец, Сухиничи. Кроме того, важны однопутные тепловозные линии Вязьма — Калуга — Тула (через Мятлево, Полотняный Завод, Пятовский), Сухиничи — Смоленск (через Спас-Деменск), Сухиничи — Рославль (через Киров), Сухиничи — Тула (через Козельск), Козельск — Белёв, Вязьма — Брянск (через Киров и Людиново). На станции Калуга-1 имеется филиал ТЧЭ-23 Бекасово сорт. — ТЧ-44 по обслуживанию и ремонту подвижного состава. Протяжённость железных дорог общего пользования составляет 872 км. Плотность железных дорог общего пользования — 29 км на 1000 км².
В области размещено четыре аэродрома, среди них один гражданский — вблизи Калуги международный аэропорт «Калуга», военные в городе Ермолино и крупный военный аэродром Шайковка.
В перечень внутренних водных путей России включён участок течения Оки от Калуги, по реке осуществляются туристические поездки, организованы экскурсионные линии Серпухов — Таруса, Серпухов — Велегож, кроме того, двумя теплоходами «Луч» организована линия Калуга — Алексин. Протяжённость судоходных и условно судоходных внутренних водных путей составляет 101 км.
В межобластном пассажирском сообщении особое значение имеет электропоезд-экспресс РЭКС, сообщением Москва — Калуга I (время в пути около 2 часов 40 минут).

## Связь
Калужская область обладает развитой инфраструктурой современных телекоммуникаций. Услуги связи на территории области оказывают более 160 операторов связи.

#### Сотовая связь и Интернет
Сотовой связью охвачено порядка 90 % территории области. Данную услугу предоставляют 5 операторов связи: филиал ПАО «Мобильные ТелеСистемы» в г. Калуга (МТС), КФ ПАО «Вымпел-Коммуникации» (Билайн), Калужский РО ЦФ ПАО «МегаФон», КФ ПАО «Смоленская сотовая связь» (Tele2), Филиал ЗАО «Астарта» в Калужской области (Скай Линк). Количество абонентов сотовой связи на территории области составляет 1,6 миллиона абонентов. То есть на каждого жителя области (включая детей и пожилых граждан) приходится 1,6 активной sim-карты. Услуги по предоставлению проводного и беспроводного доступа к сети Интернет, в том числе сети 4-го поколения LTE на территории Калужской области оказывают 44 оператора связи. Основной оператор, предоставляющий услуги проводного Интернета в городских округах и муниципальных районах области — МРФ «Центр» ПАО «Ростелеком». Наиболее крупные Интернет-провайдеры, предоставляющие услуги беспроводного Интернета — это вышеуказанные операторы сотовой связи. Услугами сети Интернет в области пользуются более 70 % населения области.

#### Электросвязь
В области на начало 2015 г. установлено 263 тыс. телефонных аппаратов сети общего пользования, в том числе 225,5 тыс. у населения. В течение 2014 года количество пользователей фиксированной телефонной связи снизилось на 9 %, что связано с предпочтением использования сотовой связи. Порядка 90 % от общего объёма услуг фиксированной связи на территории области оказывает МРФ «Центр» ПАО «Ростелеком».

#### Почтовая связь

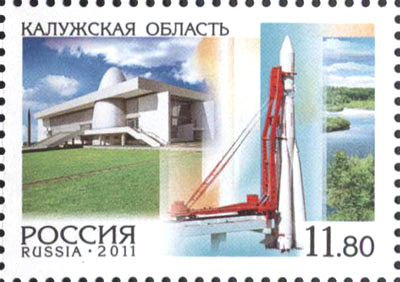
Почтовая марка, посвящённая Калужской области

На территории области расположено 451 отделение почтовой связи УФПС Калужской области — филиала ФГУП «Почта России», из них 346 находятся в сельской местности, 100 — в городской и действуют 5 передвижных отделений почтовой связи. Сравнительный анализ сети организаций почтовой связи показывает, что по большинству параметров технической оснащённости и укомплектованности трудовыми ресурсами почтовая связь Калужской области несколько превосходит средний уровень, сложившийся в центральном федеральном округе Российской Федерации. В отделениях почтовой связи Калужской области на сегодняшний день работает 121 современный POS-терминал, с помощью которых можно получить денежные средства по пластиковым картам, 670 почтово-кассовых терминалов. Организованы 205 пунктов коллективного доступа к сети Интернет на 400 рабочих мест. Отделения связи имеют высокоскоростные каналы связи, осуществляется электронный документооборот по приёму платежей за коммунальные услуги, функционируют ускоренные денежные переводы «Форсаж».

#### Телерадиовещание
Основным оператором, обеспечивающим трансляцию на территории области телевизионных и радиопрограмм, является филиал ФГУП «Российская телевизионная и радиовещательная сеть» — «Калужский областной радиотелевизионный передающий центр». Телевизионным вещанием с 2007 года охвачено 100 % территории области. На всей территории области осуществляется распространение программы областного телевидения и радиопрограммы областных новостей с использованием спутникового приёмо-передающего оборудования. Кроме этого, на территории области развиваются сети кабельного вещания. С 2013 года осуществлён переход на цифровое эфирное телевизионное и радиовещание с увеличением количества транслируемых каналов и улучшением их качественных характеристик.

## Наука, образование и культура

### Среднее образование
По данным на 2017 год в области работают 322 государственных дневных общеобразовательных учреждения, в которых обучается более 90 тысяч учащихся. Калужская область является одним из 15 регионов, в которых с 1 сентября 2006 года был введён в качестве регионального компонента образования предмет Основы православной культуры.

### Высшее образование
Число высших учебных заведений по состоянию на 2017 год — 13, из них 10 — филиалы вузов. Среди них ведущими являются:
- Калужский государственный университет имени К. Э. Циолковского
- Обнинский институт атомной энергетики НИЯУ МИФИ
- Калужский филиал МГТУ имени Н. Э. Баумана[63]
- Калужский филиал Российского государственного аграрного университета

В 2007 году открыт Центр подготовки специалистов для автомобильной промышленности. Для детей иностранцев, работающих в Калужской области, открыты французский, немецкий, английский классы.

### Научная деятельность
В Калужской области расположен первый наукоград РФ — Обнинск, где ведутся исследования в области атомной энергетики, космической техники, телемеханических устройств, радиооборудования и приборостроения.
Среди крупнейших научных учреждений выделяются:
- ГНЦ РФ «Физико-энергетический институт им. А. И. Лейпунского»
- Обнинский филиал ГНЦ РФ «ВНИИ „Физико-химический институт им. Л. Я. Карпова“»
- ГНЦ РФ "Обнинское научно-производственное предприятие «Технология»
- ФНПЦ Калужский научно-исследовательский радиотехнический институт
- Медицинский радиологический научный центр РАМН
- Калужский филиал МНТК «Микрохирургия глаза»
- НИИ материалов электронной техники
- НИЦ «Космическое материаловедение» института кристаллографии им. А. В. Шубникова РАН
- Специальное конструкторское бюро космического приборостроения института космических исследований РАН
- ОАО «КНИИТМУ»
- ВНИИ физиологии, биохимии и питания животных
- ВНИИ Гидрометеорологической информации — Мировой центр данных
- ВНИИ электронной техники
- ВНИИ сельскохозяйственной радиологии и агроэкологии
- ВНИИ сельскохозяйственной метеорологии
- ВНИИ деревообрабатывающей промышленности

### Культура
Также в области действует Калужский областной драматический театр им. А. В. Луначарского, пользующийся любовью калужан.
Калужская область занимает десятое место (среди всех субъектов федерации) по количеству победителей на ежегодно проходящих Молодёжных Дельфийских играх России.

## Туризм
По итогам 2017 года Калужская область вошла в десятку лучших регионов по темпам развития туризма. Согласно данным на 2018 год, объём туристического потока в Калужскую область составил 2 501 400 человек, что превысило аналогичный показатель 2017 года на 2,6 %.
У региона богатое историко-культурное и духовное наследие, более 4000 памятников истории и культуры.

### Религиозный туризм
Известные святыни, расположенные на территории Калужской области:
- Свято-Введенская Козельская Оптина пустынь, основанная в конце XIV века раскаявшимся разбойником Оптой;
- Казанская Свято-Амвросиевская пустынь (Шамордино), основанная преподобным Амвросием Оптинским в 1884 г.;
- Боровский Пафнутьев монастырь, основанный в середине XV века преподобным Пафнутием Боровским;
- Никольский Черноостровский монастырь в Малоярославце, связанный с победой в Отечественной войне 1812 года;
- Свято-Тихонова пустынь — монастырь, основанный в XV веке отшельником — преподобным Тихоном Медынским;
- Спасо-Преображенский Воротынский монастырь (получил в народе название Спас-на-Угре), построенный в память о Великом стоянии на реке Угре;
- Свято-Георгиевский Мещовский монастырь.

Каждый год поток гостей и паломников к этим святыням составляет свыше 100 тыс. чел. Также в Калуге ежегодно проходит международная православная выставка-ярмарка «Мир и клир».

### Военно-исторический туризм
В Калужской области ежегодно проводятся реконструкции сражений, в которых участвуют военно-исторические клубы из разных городов России и зарубежья: фестиваль «Воиново поле» — реконструкция культуры и быта Древней Руси, реконструкции Великого стояния на реке Угре 1480 года и Малоярославецкого сражения 1812 года, «Красные юнкера» — реконструкция подвига подольских курсантов на Ильинском рубеже в 1941 году. Память об этих знаковых событиях закреплена многочисленными военно-историческими памятниками, музеями и диорамами. Город Малоярославец носит почётное звание «Город воинской славы». Отдельного упоминания достоин ещё один город воинской славы — Козельск, 7 недель сопротивлявшийся татаро-монгольским полчищам весной 1238 года, сожжённый дотла по повелению хана Батыя и названный им «злым городом».

### Экологический туризм
К основным объектам экотуризма в Калужской области относятся охраняемые природные территории: национальный парк «Угра» и заповедник «Калужские засеки», а также парк птиц «Воробьи», расположенный на территории Жуковского района, и ландшафтный парк Никола-Ленивец в Дзержинском районе.

### Аграрный туризм
Количество субъектов Калужской области, оказывающих услуги в сфере аграрного туризма, по состоянию на 1 января 2019 года составило более 110, а количество гостевых домов — свыше 600 единиц.
Ежегодно на территории Калужской области реализуется проект «Сельское лето». С июня по сентябрь на объектах аграрного туризма проходит серия фестивалей различных тематик — рыболовные турниры, семейные праздники и фестивали активного отдыха.

### Активный туризм
С каждым годом активный отдых становится популярнее, поэтому эта индустрия в регионе успешно развивается. В Калужской области действуют пейнтбольные клубы, трассы для картинга, аквапарки, центры конного спорта, воднолыжный и воздухоплавательные клубы, горнолыжный комплекс «Квань», проводятся сплавы на байдарках по рекам Жиздра и Угра.

### Детский туризм
В 2017 году в Калуге был реализован уникальный культурно-просветительский проект для детей «Россия — родина космонавтики», разработанный Туристско-информационным центром «Калужский край». В рамках проекта прошло более 20 мероприятий, участие в которых приняли около 1000 школьников: различные мастер-классы, лекции с космонавтами и работниками космической отрасли, экскурсии, фотовыставка, игра-квест по «космическим» достопримечательностям Калуги.

### Научный туризм
В Калуге находится первый в стране Государственный музей истории космонавтики имени К. Э. Циолковского, открытый в 1967 году, дом-музей К. Э. Циолковского, где прошла большая часть жизни учёного, единственный в России дом-музей А. Л. Чижевского.
В Боровске, где К. Э. Циолковский прожил полтора года, находится его музей-квартира.
В Обнинске находятся ныне являющаяся мемориальным комплексом первая в мире АЭС и самая высокая в мире метеовышка высотой 310 метров.

### Культурно-познавательный
Калуга известна дворянскими усадьбами и купеческими особняками, среди которых усадьба Золотарёва, усадьба Билибина, палаты Коробовых, палаты Макарова. Наиболее значимая достопримечательность города — Каменный мост, построенный в XVIII веке.
Возле Обнинска до сих пор сохранились старинные усадьбы: Белкино, Турлики, Бугры.
В Мещовске открыт Музей трёх цариц, посвящённый династии Романовых и трём русским царицам, которые родились на калужской земле: супруге первого царя дома Романовых Евдокии Стрешневой, жене Алексея Михайловича Наталье Нарышкиной и первой супруге Петра Великого Евдокии Лопухиной.
На территории Дзержинского района расположен историко-архитектурный и природный музей-заповедник «Полотняный Завод», где находится усадьба Гончаровых и дом Щепочкиных с росписью, вторая половина XVIII века, здесь же открыт единственный в России музей бумаги «Бузеон».
В Жуковском районе открыт Художественный МУзей МУсора («МуМу»), арт-пространство, где поднимаются проблемы экологии и разумного потребления.
В Боровске находится памятник архитектуры XIX века, шедевр русского деревянного зодчества, так называемый Кружевной дом, или усадьба Шокиных. Также Боровск известен, как галерея под открытым небом — благодаря настенной живописи Владимира Овчинникова. Не так давно в Боровске открылось арт-пространство «Домик Счастья», где находятся выставочная галерея, магазин сувениров и кафе. На территории Боровского района близ деревни Петрово расположен этнографический парк «Этномир».

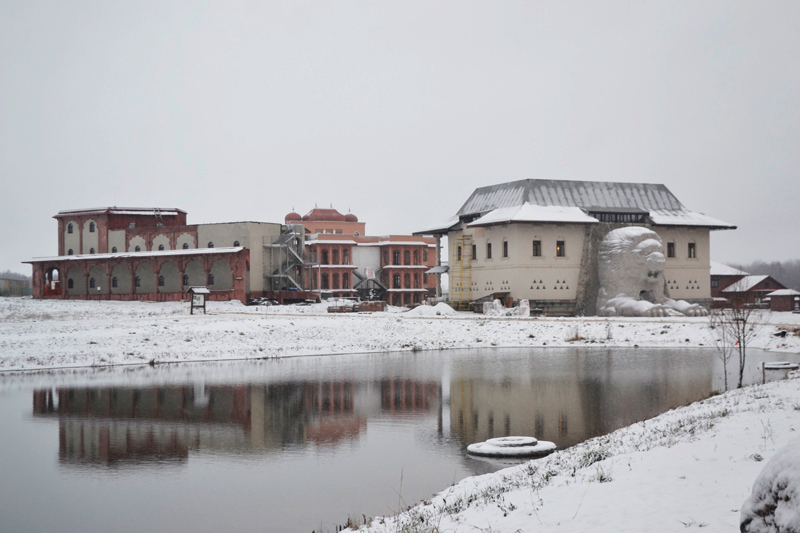
Этномир зимой

В деревне Воробьево находится особняк петербургского хирурга Сергея Фёдорова в стиле модерн по проекту шведского инженера. В 2006 году в «замке» был открыт мемориальный музей Сергея Фёдорова, но существовал недолго. На момент 2023 года здание заброшено.
В Тарусе похоронены художник В. Э. Борисов-Мусатов, учёный-кристаллограф Г. В. Вульф, писатель К. Г. Паустовский, скульптор-анималист В. А. Ватагин, какое-то время жили поэт Н. Заболоцкий, выдающийся пианист Святослав Рихтер. В городском парке установлены памятники Марине Цветаевой, Константину Паустовскому, Белле Ахмадулиной. На месте, где хотела быть похоронена Марина Цветаева, установлен мемориальный камень. К наиболее значимым объектам относятся Дом-музей К. Г. Паустовского, Музей семьи Цветаевых, Тарусская картинная галерея, музейно-краеведческий центр «Дом Позняковых».

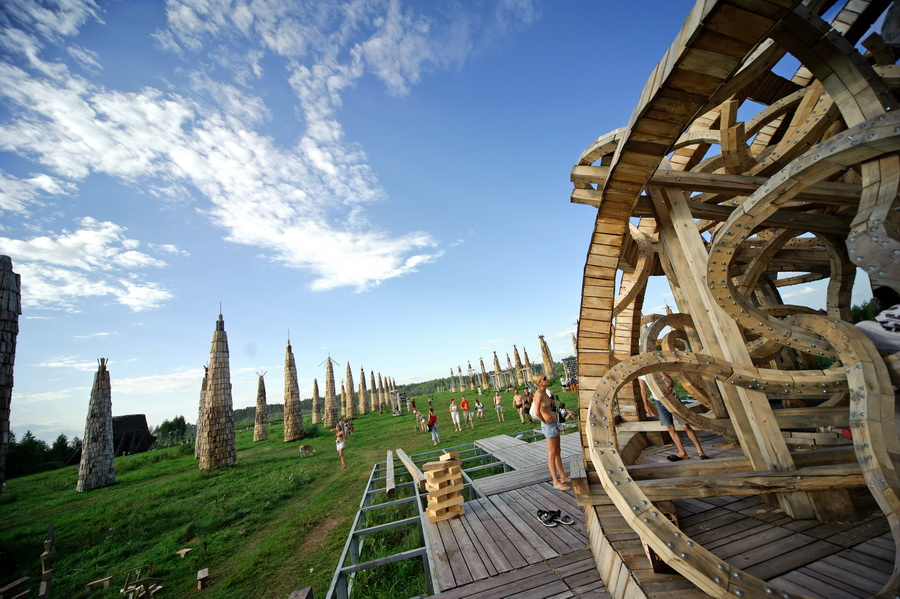
Архстояние

## Спорт
Автономная некоммерческая организация «Футбольный клуб „Калуга“» создана в декабре 2009 года.
Учредителями АНО «ФК „Калуга“» являются министерство спорта, туризма и молодёжной политики Калужской области, Городская Управа муниципального образования «Город Калуга», ООО «ГАЛАНТУС и К». Попечительский Совет возглавляет Анатолий Дмитриевич Артамонов (губернатор Калужской области в 2000—2020 годах).
В играх Первенства России второго дивизиона ФНЛ (группа 3) сезона 2021/2022 г. ФК «Калуга» занял 15 место. За клубом закреплена СДЮШОР по футболу «Торпедо», что позволяет представлять Калужскую область в Первенстве России в четырёх возрастных группах.
Учебно-тренировочный процесс и игры официальных туров в Чемпионате России проводятся на футбольном стадионе «Арена Анненки».

## Средства массовой информации
Телевидение в Калужской области представлено основными федеральными, а также региональными каналами, такими как «Ника ТВ», СИНВ и ГТРК «Калуга». Телеканал «Ника ТВ» часть единственной в области спутниковой телерадиосети «Ника». «Ника ТВ» транслируется на территории всей Калужской области, а благодаря спутниковому вещанию принимать сигнал можно и во многих регионах России, СНГ и за рубежом. «Ника ТВ» — полностью самостоятельный телеканал, который вещает без включений сетевого партнёра. Ежедневно по будням на телеканале выходит 8 выпусков новостей. Итоги недели подводятся в часовом выпуске передачи «Неделя», выходящей по субботам. Каждый будний день в прямом эфире выходит программа «Главное», в которой обсуждаются острые и интересные темы, в беседе принимают участие журналисты, эксперты, представители власти, зачитываются сообщения с форума и принимаются звонки телезрителей. Также в эфир выходят различные социальные, информационно-аналитические, развлекательные и познавательные программы. «Региональная Теле-Радио-Компания СИНВ» обладатель премии «Теффи — регион» сотрудничает с федеральными каналами СТС, РЕН ТВ, Домашний, а также радиостанцией Серебряный Дождь. СИНВ выпускает свою рекламу и информационные программы, которые врезает в сетку вещания партнёров. ВГТРК представлена в области региональным филиалом ГТРК «Калуга», контролирующим выпуск телепередач «Вести — Калуга», «Вести — Калуга. Дежурная часть» и «Вести — Калуга. События недели» (телеканал Россия-1), также ФГУП отвечает за выпуск программ областного радио на волнах «Радио России — Калуга».
Радиовещание в Калужской области представлено довольно обширным списком радиостанций. На территории региона принимается сигнал большинства Всероссийских радиовещательных сетей. Спросом у населения пользуются радиопередачи развлекательного характера. Наиболее популярные радиостанции представлены Калужской Медиа Группой (Европа плюс, радио Шансон, Русское радио, Дорожное радио, Серебряная ладья), группой компаний «Выбери радио» (Хит FM, Авто Радио, Радио Дача), местными радиовещательными компаниями такими как Ника FM и Радио 40, а также радиокомпаниями, не имеющими филиалов в регионе, (ЮFM, Ретро FM и т. д.). Информационно-разговорный формат радио представлен в области станцией Радио Маяк, регионального представительства она не имеет. Также вещание на территории области осуществляет радиостанция общего формата Радио России, в эфир которой выходят передачи, освещающие местную тематику, такие как «На утренней волне», «Открытая студия», «Музыкальный подарок».

## Известные уроженцы и жители Калужской области
- Голубицкий, Павел Михайлович (1845—1911) — русский изобретатель в области телефонии, общественный деятель.
- Амвросий Оптинский (1812—1891) — священнослужитель Русской Православной Церкви, иеромонах.
- Паустовский, Константин Георгиевич (1892—1968) — русский советский писатель, классик отечественной литературы.
- Циолковский, Константин Эдуардович (1857—1935) — русский и советский учёный-самоучка, исследователь, школьный учитель.
- Цветаева, Марина Ивановна (1892—1941) — русский поэт, прозаик, переводчик, один из крупнейших поэтов XX века.
- Чижевский, Александр Леонидович (1897—1964) — советский учёный, один из основателей космического естествознания, основоположник космической биологии и гелиобиологии, биофизик, основоположник аэроионификации, электрогемодинамики, философ, поэт, художник.
- Берестов, Валентин Дмитриевич (1928—1998) — русский детский поэт, писатель, переводчик.
- Блинов, Михаил Александрович (1909—1993) — советский военный деятель, Генерал-лейтенант (1958 год).
- Будашкин, Николай Павлович (1910—1988) — советский композитор, Народный артист РСФСР (1972), лауреат двух Сталинских премий (1947, 1949).
- Буравлёв, Евгений Сергеевич (1921—1974) — русский поэт, прозаик, член Союза писателей РСФСР, член правления Союза писателей Кузбасса.
- Галицкий, Иван Павлович (1897—1987) — советский военачальник, генерал-полковник инженерных войск.
- Жуков, Георгий Константинович (1896—1974) — советский военачальник, Маршал Советского Союза (с 1943).
- Ильин, Владимир Александрович (1928—2014) — доктор физико-математических наук, профессор, действительный член РАН, дважды лауреат Государственной премии СССР.
- Куликов, Афанасий Ефремович (1884—1949) — русский живописец, график, иллюстратор, художник театра, монументалист.
- Лопухина, Евдокия Фёдоровна (1669—1731) — царица, первая супруга Петра Великого.
- Любимов, Николай Михайлович (1912—1992) — советский переводчик, главным образом с французского и испанского языков. Государственная премия (1978) за участие в издании Библиотеки всемирной литературы в 200 томах.
- Любимов, Николай Николаевич (1894—1975) — советский учёный-экономист, Герой Социалистического Труда (1974).
- Прокошина, Александра Васильевна (1918—2005) — певица, народная артистка СССР (1979).
- Сенявин, Дмитрий Николаевич (1763—1831) — выдающийся русский флотоводец конца XVIII — начала XIX столетия, адмирал.
- Стрешнева, Евдокия Лукьяновна (1608—1645) — царица, вторая жена царя дома Романовых Михаила Фёдоровича.
- Теренин, Александр Николаевич (1896—1967) — российский физикохимик, академик АН СССР, лауреат Сталинской премии.
- Туликов, Серафим Сергеевич (1914—2004) — советский российский композитор, пианист. Народный артист СССР (1984).
- Чебышёв, Пафнутий Львович (1821—1894) — русский математик и механик, Почётный член Учебного Совета ИМТУ.
- Харитонов, Андрей Александрович (1893—1967) — советский военный деятель, Генерал-майор (1942 год).
- Яншин, Михаил Михайлович (1902—1976) — советский актёр, режиссёр, народный артист СССР (1955).

### Полные кавалеры ордена Славы
- Алёшин, Андрей Васильевич (1905—1974)
- Алёшин, Пётр Николаевич (1925—1989)
- Антонов, Иван Лаврентьевич (1924—1963)
- Васичев, Иван Иванович (1922—1957)
- Гоглов, Александр Фёдорович (1899—1974)
- Григорьев, Николай Николаевич (1918—1989)
- Гришаков, Александр Егорович (1926—2012)
- Евтеев, Дмитрий Фёдорович (1924—1971)
- Егоров, Тихон Андреевич (1903—1945)
- Ефимов, Анатолий Филиппович (1924—2010)
- Зимаков, Василий Иванович (1925—1985)
- Иванов, Иван Васильевич (1924—2006)
- Илюшин, Андрей Данилович (1917—1977)
- Калинин, Константин Михайлович (1925—2009)
- Карпов, Дмитрий Афанасьевич (1911—1956)
- Килеев, Илья Андреевич (1922—1981)
- Котов, Фёдор Фёдорович (1922—1995)
- Лянцев, Николай Васильевич (1920—1987)
- Макаров, Константин Григорьевич (1916—1980)
- Мушкаров, Иван Николаевич (1922—2000)
- Петров, Владимир Андреевич (1923—1980)
- Петров, Сергей Демьянович (1925—1981)
- Румянцев, Алексей Васильевич (1923—2014)
- Ульянов, Иван Иванович (1908—1970)

### Генералы
- Бабаев Александр Иванович (1923—1985)
- Верников, Яков Ильич (1920—1993)
- Галицкий, Иван Павлович (1897—1987)
- Глаголев, Василий Васильевич (1896—1947)
- Душкин, Иван Иванович (1905—1976)
- Жуков, Георгий Константинович (1896—1974)
- Захаров, Фёдор Дмитриевич (1894—1969)
- Лакеев, Иван Алексеевич (1908—1990)
- Манакин, Михаил Фёдорович (1924—2009)
- Наумов, Пётр Изотович (1915—1987)
- Пухов, Николай Павлович (1895—1958)
- Романов, Семён Фёдорович (1922—1984)
- Самойлович, Григорий Фёдорович (1914—2002)
- Сорокин, Анатолий Иванович (1921—1988)
- Утин, Александр Васильевич (1906—1950)
- Чугунов, Иван Яковлевич (1921—1978)
- Шкадов, Иван Николаевич (1913—1991)